# Bordtennis vid asiatiska spelen 2022
Bordtennis vid asiatiska spelen 2022 hölls i Gongshu Canal Sports Park Gymnasium i Hangzhou i Kina mellan den 22 september och 2 oktober 2023.

## Program
| I | Inledande omgångar | Å | Åttondelsfinaler | ¼ | Kvartsfinaler | ½ | Semifinaler | F | Final |

| Gren ↓ / Datum →     | 22:a Fre | 23:e Lör | 24:e Sön | 24:e Sön | 25:e Mån | 26:e Tis | 27:e Ons | 28:e Tor | 28:e Tor | 29:e Fre | 30:e Lör | 1:a Sön | 1:a Sön | 2:a Mån | 2:a Mån | 3:e Tis |
| -------------------- | -------- | -------- | -------- | -------- | -------- | -------- | -------- | -------- | -------- | -------- | -------- | ------- | ------- | ------- | ------- | ------- |
| Herrsingel           |          |          |          |          |          |          | I        | I        | I        | Å        | ¼        |         |         | ½       | F       |         |
| Herrdubbel           |          |          |          |          |          |          | I        | I        | I        | Å        | ¼        | ½       | F       |         |         |         |
| Herrarnas lagtävling | I        | I        | Å        | ¼        | ½        | F        |          |          |          |          |          |         |         |         |         |         |
| Damsingel            |          |          |          |          |          |          | I        | I        | I        | Å        | ¼        | ½       | F       |         |         |         |
| Damdubbel            |          |          |          |          |          |          |          | I        | I        | Å        | ¼        |         |         | ½       | F       |         |
| Damernas lagtävling  | I        | I        | Å        | ¼        | ½        | F        |          |          |          |          |          |         |         |         |         |         |
| Mixeddubbel          |          |          |          |          | I        |          | I        | Å        | ¼        | ½        | F        |         |         |         |         |         |

## Medaljörer
| Gren                 | Guld                                                            | Silver                                                                      | Brons |
| Herrsingel           | Wang Chuqin Kina                                                | Fan Zhendong Kina                                                           | Wong Chun-ting Hongkong                                                                                      |
| Herrsingel           | Wang Chuqin Kina                                                | Fan Zhendong Kina                                                           | Jang Woo-jin Sydkorea                                                                                        |
| Herrdubbel           | Kina Fan Zhendong Wang Chuqin                                   | Sydkorea Jang Woo-jin Lim Jong-hoon                                         | Kinesiska Taipei Chuang Chih-yuan Lin Yun-ju                                                                 |
| Herrdubbel           | Kina Fan Zhendong Wang Chuqin                                   | Sydkorea Jang Woo-jin Lim Jong-hoon                                         | Iran Nima Alamian Noshad Alamian                                                                             |
| Herrarnas lagtävling | Kina Fan Zhendong Wang Chuqin Ma Long Liang Jingkun Lin Gaoyuan | Sydkorea Jang Woo-jin Lim Jong-hoon An Jae-hyun Oh Jun-sung Park Gang-hyeon | Kinesiska Taipei Lin Yun-ju Chuang Chih-yuan Huang Yan-cheng Liao Cheng-ting Peng Wang-wei                   |
| Herrarnas lagtävling | Kina Fan Zhendong Wang Chuqin Ma Long Liang Jingkun Lin Gaoyuan | Sydkorea Jang Woo-jin Lim Jong-hoon An Jae-hyun Oh Jun-sung Park Gang-hyeon | Iran Noshad Alamian Seyed Amirhossein Hodaei Nima Alamian                                                    |
| Damsingel            | Sun Yingsha Kina                                                | Hina Hayata Japan                                                           | Wang Yidi Kina                                                                                               |
| Damsingel            | Sun Yingsha Kina                                                | Hina Hayata Japan                                                           | Shin Yu-bin Sydkorea                                                                                         |
| Damdubbel            | Sydkorea Jeon Ji-hee Shin Yu-bin                                | Nordkorea Cha Su-yong Pak Su-gyong                                          | Indien Sutirtha Mukherjee Ayhika Mukherjee                                                                   |
| Damdubbel            | Sydkorea Jeon Ji-hee Shin Yu-bin                                | Nordkorea Cha Su-yong Pak Su-gyong                                          | Japan Miwa Harimoto Miyuu Kihara                                                                             |
| Damernas lagtävling  | Kina Sun Yingsha Chen Meng Wang Manyu Wang Yidi Chen Xingtong   | Japan Hina Hayata Miu Hirano Miwa Harimoto Miyuu Kihara Miyu Nagasaki       | Sydkorea Shin Yu-bin Jeon Ji-hee Suh Hyo-won Yang Ha-eun Lee Eun-hye                                         |
| Damernas lagtävling  | Kina Sun Yingsha Chen Meng Wang Manyu Wang Yidi Chen Xingtong   | Japan Hina Hayata Miu Hirano Miwa Harimoto Miyuu Kihara Miyu Nagasaki       | Thailand Suthasini Sawettabut Orawan Paranang Jinnipa Sawettabut Wanwisa Aueawiriyayothin Tamolwan Khetkhuan |
| Mixeddubbel          | Kina Wang Chuqin Sun Yingsha                                    | Kina Lin Gaoyuan Wang Yidi                                                  | Sydkorea Lim Jong-hoon Shin Yu-bin                                                                           |
| Mixeddubbel          | Kina Wang Chuqin Sun Yingsha                                    | Kina Lin Gaoyuan Wang Yidi                                                  | Sydkorea Jang Woo-jin Jeon Ji-hee                                                                            |

## Medaljtabell
*   Värdland
| Nr                  | Nation              | Guld | Silver | Brons | Totalt |
| ------------------- | ------------------- | ---- | ------ | ----- | ------ |
| 1                   | Kina*               | 6    | 2      | 1     | 9      |
| 2                   | Sydkorea            | 1    | 2      | 5     | 8      |
| 3                   | Japan               | 0    | 2      | 1     | 3      |
| 4                   | Nordkorea           | 0    | 1      | 0     | 1      |
| 5                   | Iran                | 0    | 0      | 2     | 2      |
| 5                   | Kinesiska Taipei    | 0    | 0      | 2     | 2      |
| 7                   | Hongkong            | 0    | 0      | 1     | 1      |
| 7                   | Indien              | 0    | 0      | 1     | 1      |
| 7                   | Thailand            | 0    | 0      | 1     | 1      |
| Totalt (9 nationer) | Totalt (9 nationer) | 7    | 7      | 14    | 28     |

## Deltagande nationer
Totalt 174 idrottare från 24 nationer tävlade i bordtennis vid asiatiska spelen 2022:
- Bahrain (8)
- Hongkong (10)
- Indien (10)
- Iran (4)
- Japan (10)
- Jemen (3)
- Kazakstan (8)
- Kina  (10)
- Kinesiska Taipei (10)
- Libanon (2)
- Macao (9)
- Maldiverna (7)
- Mongoliet (10)
- Nepal (6)
- Nordkorea (8)
- Pakistan (5)
- Qatar (2)
- Saudiarabien (5)
- Singapore (10)
- Sydkorea (10)
- Tadzjikistan (4)
- Thailand (10)
- Uzbekistan (3)
- Vietnam (10)